# Nashua (Minnesota)
Pour les articles homonymes, voir Nashua.
Nashua est une ville américaine située dans le Comté de Wilkin, dans le Minnesota. Selon le recensement de 2010, sa population est de 68 habitants.

## Toponymie
La ville a été nommée en références aux premiers colons s'étend établit à cet endroit, la famille Nash. 

## Histoire
Un bureau de poste a été créé en 1892, et est resté en activité jusqu’en 1996.